# Bloodlust (Album)
Bloodlust ist das sechste Studioalbum der US-amerikanischen Rap-Metal-Band Body Count, das 2017 bei Century Media erschien und von Body Count gemeinsam mit Will Putney produziert wurde. Nach mehreren erfolglosen Alben war Bloodlust das erste Album, das erfolgreicher war und sich international in mehreren Chartlisten platzieren konnte.

## Hintergrund
Bloodlust erschien 2017 und damit drei Jahre nach dem letzten Album Manslaughter. Wie bei diesem bestand die Besetzung aus den beiden Gründungsmitgliedern Ice-T und Ernie C (Gitarre) sowie dem Bassisten Vincent Price, dem Gitarrist Juan of the Dead und dem Schlagzeuger Will Ill.
Für das Album setzte die Band erneut auf ihren bekannten und oft kritisierten Crossover-Stil aus Hardcore-Rap und Heavy Metal, waren diesmal nur nochmal deutlich aggressiver. Auf dem Album gibt es zudem diesmal mehrere Gastmusiker bekannter Metalbands, darunter Dave Mustaine von Megadeth, Max Cavalera von Soulfly und ehemals Sänger von Sepultura, Jason C. Miller von Godhead sowie Randy Blythe von Lamb of God. Mit dem Opener Civil War skizziert die Band zusammen mit Dave Mustaine direkt einen Bürgerkrieg, der aus Aufständen gegen die amerikanische Regierung erwächst. Zudem ist mit No Lives Matter erneut ein Song enthalten, der sich auf Polizeigewalt gegen Schwarze richtet; er bezieht sich dabei direkt auf die Black-Lives-Matter-Bewegung und reagiert auf deren Entgegnung All Lives Matter. Zudem ist eine Coverversion des Liedes Raining Blood von Slayer enthalten, die die Band bereits im Vorfeld mehrfach live gespielt hatte und die dem verstorbenen Jeff Hanneman gewidmet ist.

## Resonanz
Bloodlust war international erfolgreich und stieg sowohl in die amerikanischen Billboard 200 wie auch in anderen Charts international ein. In den Billboard-Charts wurde es am 28. April 2017 auf Rang 157 verzeichnet, blieb dort jedoch nur eine Woche. In Deutschland stieg das Album dagegen in den Deutschen Albumcharts bis auf Rang 13 und konnte sich für sechs Wochen in den Charts halten. In der Schweiz stieg das Album auf Platz 18 und war zwei Wochen in der Hitparade und in Österreich auf Platz 24 für eine Woche.
Bloodlust konnte auch in den Medien in der Regel deutlich besser überzeugen als die Vorgängeralben und wurde sehr häufig mit dem Debütalbum Body Count verglichen. Laut.de beschrieb das Album unter der Überschrift „Pumpgun-Poesie für finstere Zeiten“ und dem Eingangsstatement „Die Party ist vorbei“, womit sie die Aggressivität des Albums direkt charakterisieren. Sie sehen das Album als Reaktion auf „eine tief gespaltene Nation voller Rassismus, Gewalt und sozialer Ungerechtigkeit.“ Für den Rezensenten präsentieren sich Body Count auf Bloodlust „in bestechender Form und beweisen, dass die Kombination aus Rap und Riffs auch anno 2017 noch zündet.“ Folgt man der Visions veröffentlichte Ice-T „mit seiner lange abgeschriebenen Metalband nicht nur das bestes [sic!] Album seit dem 25 Jahre alten Debüt, sondern auch eines der wütendsten und wichtigsten Musikerstatements der Gegenwart.“ Nach ihnen ist es „kaum zu fassen, welche Power diese Reinkarnation ausstrahlt, die auf musikalischer Augenhöhe mit den Gästen Dave Mustaine, Max Cavalera und Randy Blythe (Lamb Of God) agiert. Selbst die unnötige, aber sympathische Hommage an Slayer in Form eines Medleys aus „Raining Blood“ und „Postmortem“, ist nicht peinlich.“ Allmusic.com unterstützt die Einschätzung sowohl inhaltlich wie auch musikalisch: „There's nothing particularly groundbreaking about the 11-track set but it so cogently reflects the political and social divides of its time that its apoplexy feels unusually palpable.“ („Das Elf-Lieder-Set ist nicht besonders bahnbrechend, aber es spiegelt die politischen und sozialen Gräben seiner Zeit so überzeugend wider, dass sein Schlaganfall ungewöhnlich spürbar wird.“) Sie resümieren: „It's primal, lizard-brain stuff, for sure, but this is a band that's always eschewed introspection. Bloodlust may be pugilistic to a fault, but whatever it lacks in poeticism it more than makes up for in raw power.“ („Das ist sicher urtümliches Echsengehirn-Zeug, aber dies ist eine Band, die Introspektion immer gemieden hat. Der Blutrausch mag auf den ersten Blick faustkämpferisch sein, aber was ihm an Poesie fehlt, macht er durch rohe Kraft mehr als wett.“)

## Titelliste
Das Album enthält 11 Lieder:
1. Civil War (featuring Dave Mustaine) – 4:23
2. The Ski Mask Way (featuring Jason C. Miller) – 3:36
3. This Is Why We Ride – 5:27
4. All Love Is Lost (featuring Max Cavalera) – 3:37
5. Raining Blood / Postmortem 2017 (Jeff Hanneman, Kerry King) – 4:32
6. God, Please Believe Me – 1:23
7. Walk With Me... (featuring Randy Blythe) – 3:07
8. Here I Go Again – 3:32
9. No Lives Matter (featuring Jackie Kajzer, Jason Charles Miller) – 4:23
10. Bloodlust – 3:35
11. Black Hoodie – 3:30

Auf der Deluxe-Ausgabe sind zudem fünf Bonus-Tracks enthalten:
1. Extreme Discipline – 2:56
2. Blood Sport – 3:23
3. Civil War (instrumental)
4. No Lives Matter (instrumental)
5. Cop Killer (live vom Hellfest 2018)

## Belege
1. ↑  Body Count auf laut.de; abgerufen am 5. August 2020.
2. ↑  Body Count – Bloodlust (Album). billboard.com, abgerufen am 5. August 2020.
3. ↑  Body Count – Bloodlust (Album). offiziellecharts.de, abgerufen am 6. August 2020.
4. 1 2  Gil Bieler: Body Count – Bloodlust auf laut.de; abgerufen am 6. August 2020.
5. ↑  Jens Mayer: Body Count – Bloodlust auf visions.de, 31. März 2017; abgerufen am 5. August 2020.
6. 1 2  Body Count – Bloodlust auf allmusic.com; abgerufen am 6. August 2020.
7. ↑  Body Count – Bloodlust bei Discogs; abgerufen am 6. August 2020.
8. Body Count – Bloodlust (Album). hitparade.ch, abgerufen am 6. August 2020.
9. Body Count – Bloodlust (Album). austriancharts.at, abgerufen am 6. August 2020.